# Leonardo Latini
Leonardo Latini (Terni, 14 giugno 1974) è un politico italiano, sindaco di Terni dal 26 giugno 2018 al 31 maggio 2023.

## Biografia
Diplomatosi nel 1992 al liceo classico Tacito di Terni e laureatosi in Giurisprudenza nel 1999 all'Università degli Studi di Perugia nel 1999. Ha ottenuto l'abilitazione alla professione legale nel 2003 presso la Corte d'Appello di Perugia. Specializzato in diritto societario, responsabilità civile e diritti reali, dal 2016 è inoltre iscritto all'albo dei cassazionisti. 

## Attività politica
Esponente del Movimento Sociale Italiano fino al 1995 e poi di Alleanza Nazionale fino al 2009, dal 1993 al 1999 è stato consigliere di circoscrizione a Terni,durante i due mandati da sindaco di Gianfranco Ciaurro è stato . Alle elezioni amministrative del 2018 è stato candidato sindaco di Terni, in quota Lega, a capo di una coalizione di centrodestra, ottenendo il 49% dei consensi al primo turno e vincendo con il 63% il ballottaggio contro il candidato del Movimento 5 Stelle Thomas De Luca.
Nonostante avesse espresso intenzione di correre da sindaco uscente anche alle elezioni amministrative del 2023, la coalizione di centrodestra gli ha preferito l'assessore uscente al bilancio Orlando Masselli, di Fratelli d'Italia, poi sconfitto dal candidato indipendente Stefano Bandecchi.
Pochi mesi dopo è stato consulente legale dell'assessorato al turismo della Regione Umbria.